# Comuna Iarke, Djankoi
Iarke (în ucraineană Ярке) este o comună în raionul Djankoi, Republica Autonomă Crimeea, Ucraina, formată din satele Iarke (reședința) și Iastrubți.

## Demografie
Componența lingvistică a comunei Iarke
     Rusă (79,24%)
     Ucraineană (16,81%)
     Tătară crimeeană (3,02%)
     Alte limbi (0,17%)
Conform recensământului din 2001, majoritatea populației comunei Iarke era vorbitoare de rusă (79,24%), existând în minoritate și vorbitori de ucraineană (16,81%) și tătară crimeeană (3,02%).